# Челе-Кула

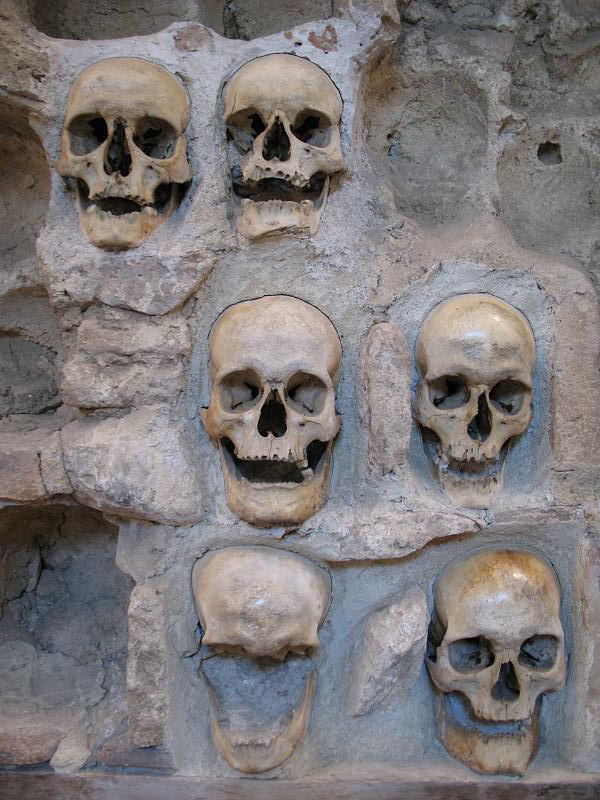
Стена из голов сербов, убитых турками в Битве на горе Чегар

Челе-Кула (серб. Ћеле-кула,рус. Башня черепов) — памятник времени первого сербского восстания, построенный турками из черепов сербов, убитых в битве на горе Чегар. Является памятником культуры Сербии исключительной важности.

## История
31 мая 1809 года на горе Чегар в нескольких километрах от Ниша, сербские повстанцы потерпели поражение в битве с войсками Османской империи.
По приказу Хуршида Ахмед-паши, трупы сербов, убитых в бою обезглавили, а черепа затем вмонтировали в башню. Это должно было служить предостережением тем, кто попытается восстать против Османской империи. Кожу с черепов набили соломой и отправили в Константинополь.

В 1833 году Челе-Кулу посетил Альфонс де Ламартин, в своей книге «Voyage en Orient» (Путешествие на Восток) он написал:

Пусть они [сербы] хранят этот памятник! Он научит их детей, что такое независимость народа, показав им какую цену заплатили за свободу их отцы.
Оригинальный текст (фр.)Qu'ils laissent subsister ce monument ! Il apprendra à leurs enfants ce que vaut l'indépendance d'un peuple, en leur montrant à quel prix leurs pères l'ont payée.

При создании было использовано 952 черепа, но к 1892 году их осталось только 58. Для сохранения оставшихся поверх башни была построена часовня.

В 1979 году Челе-Кула признана памятником культуры.

## Галерея

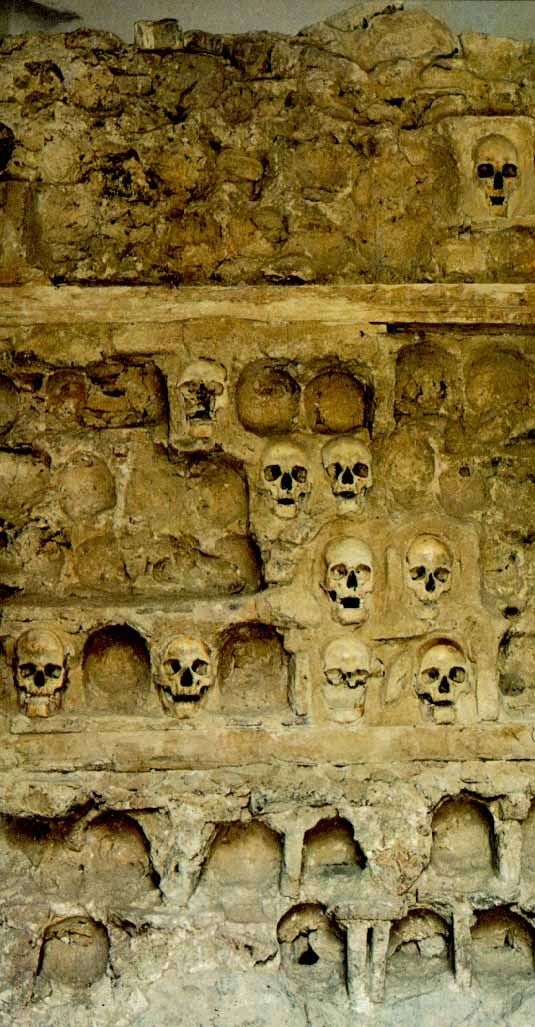
Башня черепов — знаменитый памятник сербской истории.
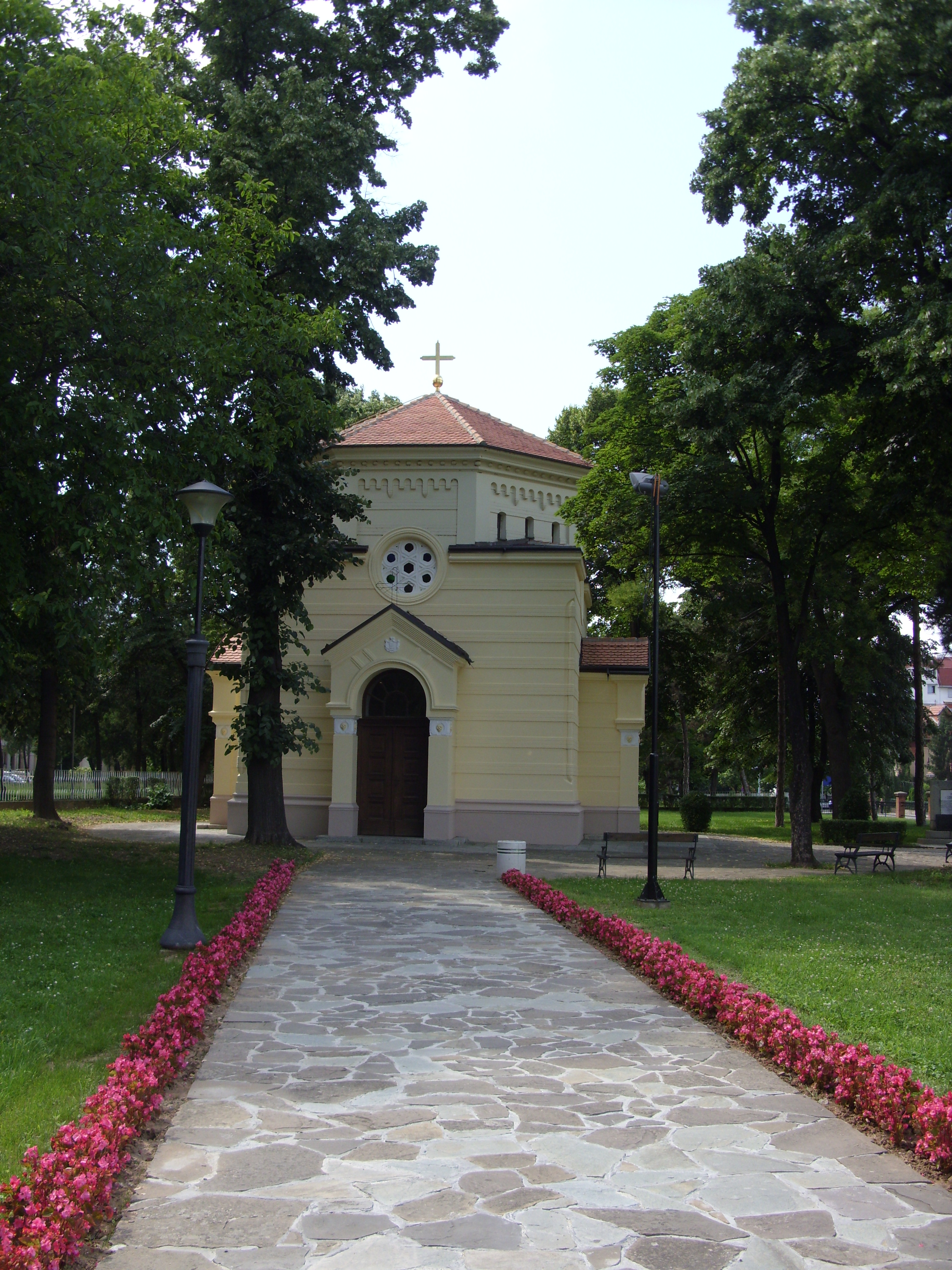
Часовня, скрывающая башню
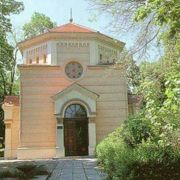
Часовня
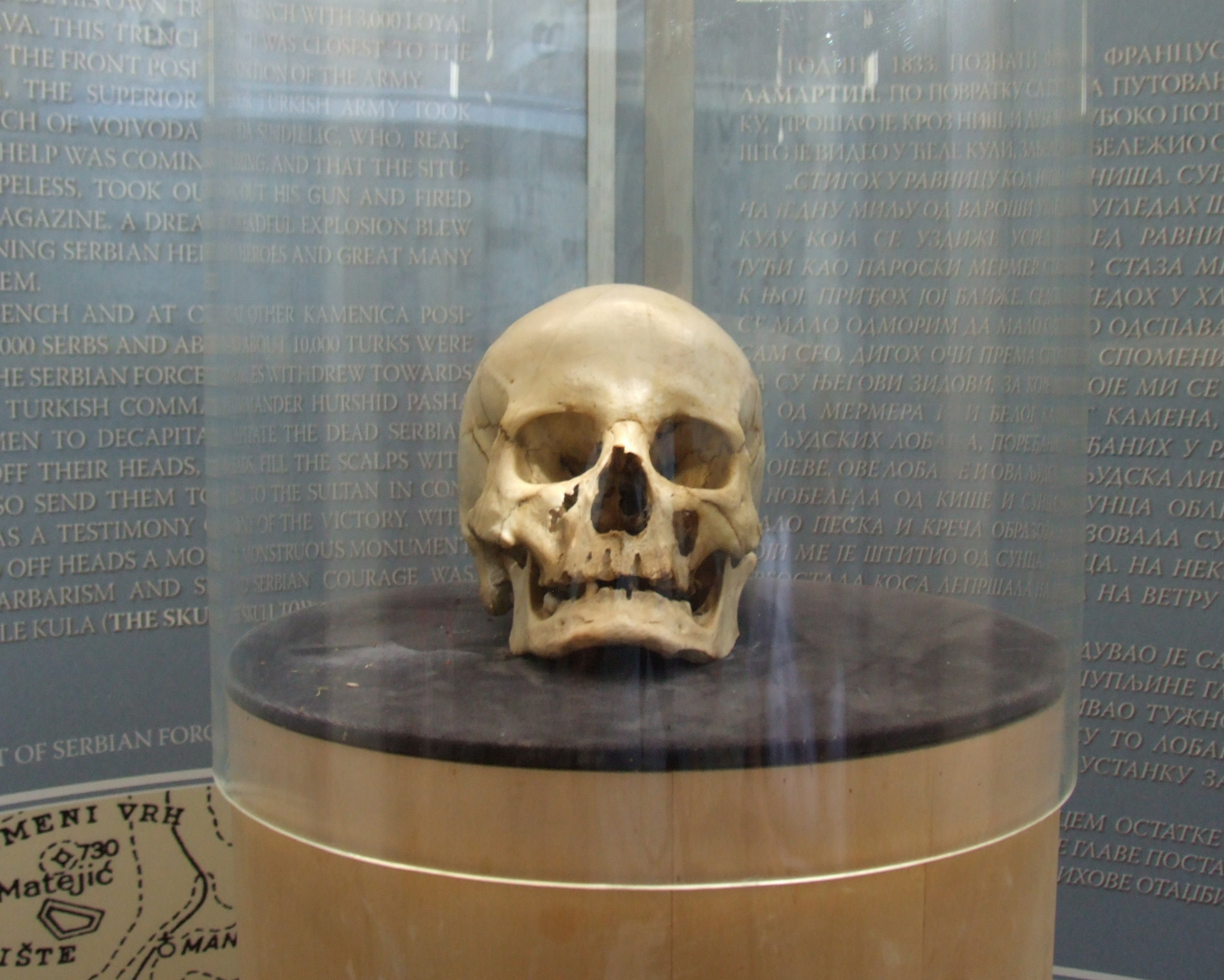
Череп, возможно, принадлежавший Стефану Синджеличу, сербскому полководцу, павшему в битве на горе Чегар